# 神の痛みの神学
神の痛みの神学(かみのいたみのしんがく)は、ルター神学の神学者北森嘉蔵によって提唱された神学である。

## 神学
この神学が発表されたのは、1946年に初版が出版され、キリスト教関係者以外にも読まれた「神の痛みの神学」においてである。
「神の痛み」とは、神が自らの愛に反逆し、神にとって滅ぼすべき対象になった罪人に対して、神がその怒りを自らが負い、なお罪人を愛そうとする神の愛を意味する。さばきの神と赦しの神が同一の神であるとき、罪人に対する愛と赦しは神の矛盾と葛藤すなわち、「痛み」なしにはありえないとされる。
つまり、十字架の愛は、人間の反逆により怒りと化した直接的な愛と異なる愛で、神の痛みに基づいた愛であるとされる。

## 影響
1965年に英訳され、1972年にドイツ語訳された。この神学はエミール・ブルンナーや、マイケルソンなどに注目され、ユルゲン・モルトマンが言う「神概念の革命」に貢献したと高く評価されている。
京都帝国大学の西田幾多郎、田辺元の京都学派の影響が指摘されている。
また、形式論理や主知主義的な傾向が強く、実践的方向付けがなされていないという批判もある。

## 日本基督教団
この神学が日本基督教団の現状維持の正当化のためのものだとする指摘もある 。